# Gof Kolbo
Gof Kolbo är en krater i Kenya.   Den ligger i länet Marsabit, i den centrala delen av landet, 400 km norr om huvudstaden Nairobi. Toppen på Gof Kolbo är 411 meter över havet.
Terrängen runt Gof Kolbo är huvudsakligen lite kuperad. Runt Gof Kolbo är det mycket glesbefolkat, med 3 invånare per kvadratkilometer. Det finns inga samhällen i närheten. Omgivningarna runt Gof Kolbo är i huvudsak ett öppet busklandskap.